# Bruce Barnes
Bruce „Sunpie“ Barnes (* 20. Jahrhundert in Benton, Arkansas, Vereinigte Staaten) ist ein US-amerikanischer Bluesmusiker und Sänger. Der Multiinstrumentalist gilt als herausragender Mundharmonikaspieler, zu dessen Vorbildern Sonny Boy Williamson II., Carey Bell und Lee Oskar zählen. Daneben beherrscht er das für Zydeco typische Akkordeon und verschiedene andere Instrumente.

## Leben
Sunpie Barnes wuchs in Benton, Arkansas, auf. Von seinem Vater lernte er das Spielen der Bluesharp. Mit einem Football-Stipendium studierte er Meeresbiologie an der Henderson State University. Anschließend spielte er für die Kansas City Chiefs in der National Football League. Seit dem Ende seiner Football-Karriere arbeitete Barnes als Ranger im Jean Lafitte National Historical Park and Preserve in Louisiana. Außerdem war er als Schauspieler in Werbespots und Hollywood-Produktionen tätig.
Neben seinen verschiedenen Broterwerben blieb Barnes stets der Musik verbunden. Sein Interesse gilt Blues und Zydeco sowie deren afrikanischen Wurzeln. 1991 gründete er mit dem Schlagzeuger Harold Ray Brown (ehemals bei War) die Band „Sunpie and the Louisiana Sunspots“. Bereits zuvor hatte er eine Band namens „Sunpie & the Creole Zydeco Fanners“.
Ein weiterer Schwerpunkt in Sunpie Barnes’ Leben ist der Karneval in New Orleans mit seinen Paraden. Er ist führendes Mitglied der „Skeletons“, auch bekannt als die „Skull and Bones Gang“, einer der ältesten Karnevalsgruppierungen der Stadt. Er ist ebenfalls Mitglied des „Black Men of Labor Social Aid and Pleasure Club“.

## Diskografie
- Loup Garou (1994)
- Lick a Hot Skillet (1996)
- Sunpie (2001)
- Legends of the Swamp (2002)